# Weesperkarspel

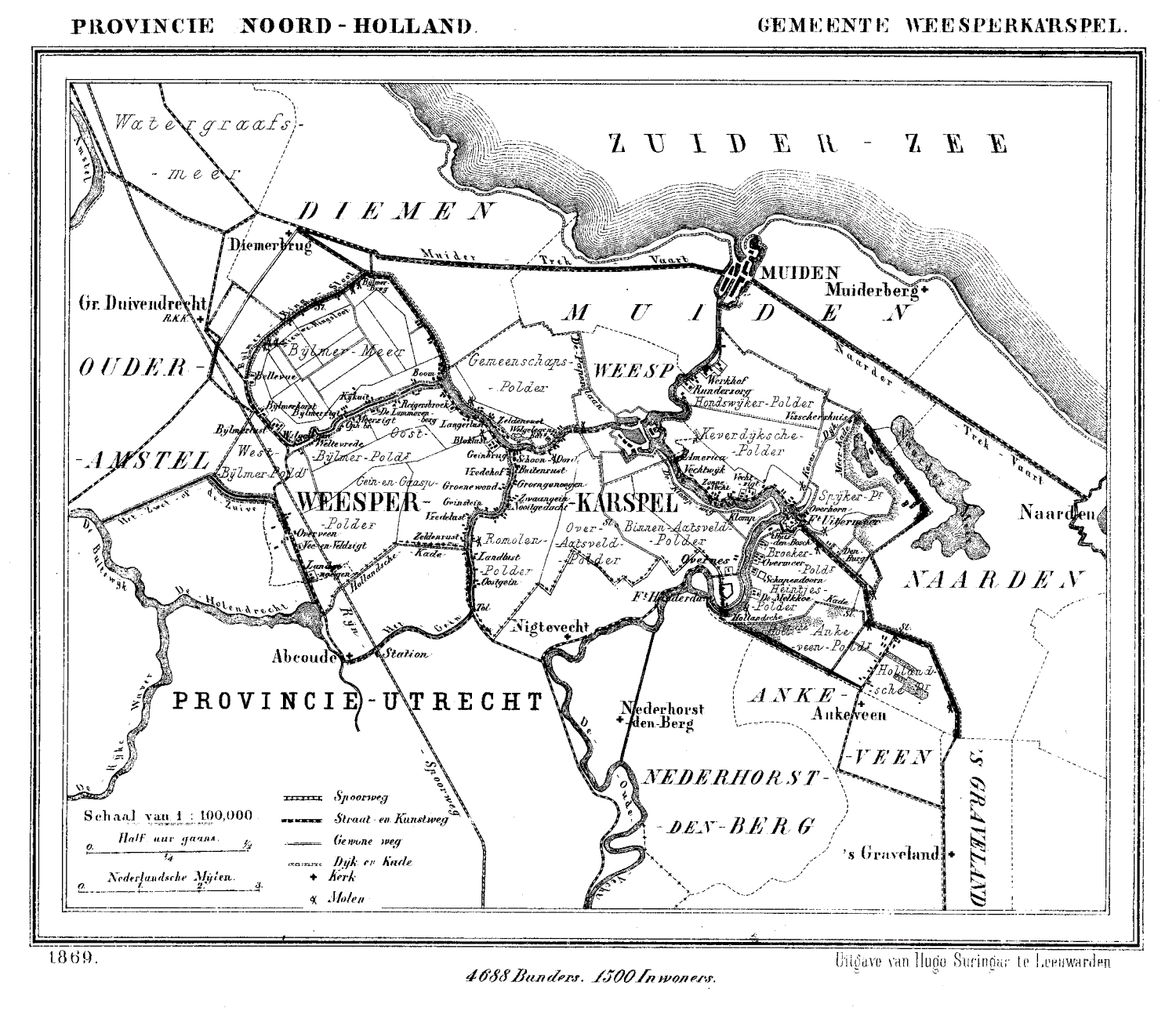
Gemeente Weesperkarspel, 1869

Weesperkarspel is een voormalige gemeente in Noord-Holland, waarin onder meer Noord- en Oost-Duivendrecht, Driemond en de tot 1846 zelfstandige gemeente Bijlmermeer lagen.

## Naam
Weesperkarspel, ook wel geschreven als Weespercarspel, ontleent zijn naam als Middeleeuwse landgemeente bij de stad Weesp. Weesp komt van Wisapa, wat weidebeek betekent. Karspel komt van Kerspel en betekent kerkdorp, ook wel parochie. Het derde deel spel behoort bij de stam van spellen. Spel is dan de verkondiging van de rechtsbeslissing en vervolgens het gebied waarvoor de verkondiging geldig was.
De Karspeldreef in de Bijlmermeer is vernoemd naar de voormalige gemeente.

## Geschiedenis
Na de Franse tijd werd Weesperkarspel een zelfstandige gemeente. In 1811 telde de gemeente 1.062 inwoners en in 1840 waren dat er 1.083. Bij Koninklijk Besluit van 20 december 1846 werd de gemeente Bijlmermeer ingelijfd. Mede door een grensregeling van 15 juli 1869 was de omvang 4.688 hectare. Met deze uitbreiding erbij telde de gemeente in 1850 1.347 bewoners en in 1876 waren dat 1.693 personen. De grond bestond vooral uit laagveen, ten dele ook wel kleigrond en in het oosten was overwegend zandgrond. De voornaamste bronnen van inkomsten waren veeteelt en zuivelbereiding, zoals boter en kaas. Tot 1915 was er ook een aardappelmeelfabriek. Op dezelfde plaats vestigde P. Sluis er in 1916 zijn Pluimvee- en vogelvoederfabrieken, met de bekende gestileerde hanenkop als beeldmerk. In 1980 sloot deze fabriek en na de sloop werd op het terrein een woonwijk gebouwd. Het Raadhuis van Weesperkarspel stond niet in de eigen gemeente, maar in het naburige Weesp, aan de Hoogstraat 24 langs de Vecht.

## Geografie
De gemeente was destijds een van de grootste van Nederland, maar had maar weinig inwoners. De gemeente lag met een grote boog om de vestingstad Weesp heen en grensde verder aan de gemeenten Diemen, Muiden, Naarden, Hilversum, Ankeveen, 's-Graveland, Nigtevecht, Abcoude en Ouder-Amstel. In de gemeente lagen de rivieren de Vecht, het Gein, de Gaasp, de Smal-Weesp maar ook de 's-Gravelandse Vaart. In 1892 werd de gemeente door de opening van het toenmalige Merwedekanaal doorsneden en verschenen er draaibruggen bij Weesp en Nigtevecht. De weinige inwoners woonden verspreid in de gemeente en naast de buurtschappen de Bijlmer, Hoge Bijlmer, Lage Bijlmer, Gaasperdam, De Horn en Uitermeer, was Driemond, tot 1961 Geinbrug geheten, het enige dorp.

## Stadsuitbreiding Zuidoostlob Amsterdam
Om annexatie door Amsterdam te voorkomen deed de gemeente Watergraafsmeer in 1918 een zwakke poging tot fusie met Weesperkarspel maar gaf de strijd op omdat het zich te zwak achtte om verder zelfstandig de strijd aan te gaan met Amsterdam. 
In 1957 werd duidelijk dat binnen de bestaande grenzen van Amsterdam geen ruimte meer te vinden was voor grootschalige woningbouw. Amsterdam wilde daarom de Bijlmermeerpolder, de Oost Bijlmerpolder en de Polder Gein en Gaasp annexeren. Weesperkarspel was hier echter tegen en een andere mogelijkheid was samenvoeging met Diemen en Ouder-Amstel tot een gemeente Bijlmermeer, wat Diemen echter niet wilde. Omdat het besluit tot annexatie door de Kamer moest worden genomen, en dat een langdurige procedure was, maakte Weesperkarspel al het uitbreidingplan voor de te bouwen Bijlmermeer in nauw overleg met de Dienst der Publieke Werken van de gemeente Amsterdam ondanks dat nog niet bekend was waar het gebied bestuurlijk onder zou gaan vallen. In 1963 werd ook door Amsterdam begonnen met het opspuiten van het Bijlmermeer met zand uit de Vinkeveense plassen.
Uiteindelijk kreeg na een tien uur durend Kamerdebat op 27 oktober 1964, bekend geworden als de Bijlmerkwestie, Amsterdam met een meerderheid van zeven stemmen het gebied toegewezen (Amsterdam-Zuidoost).

## Bestuur

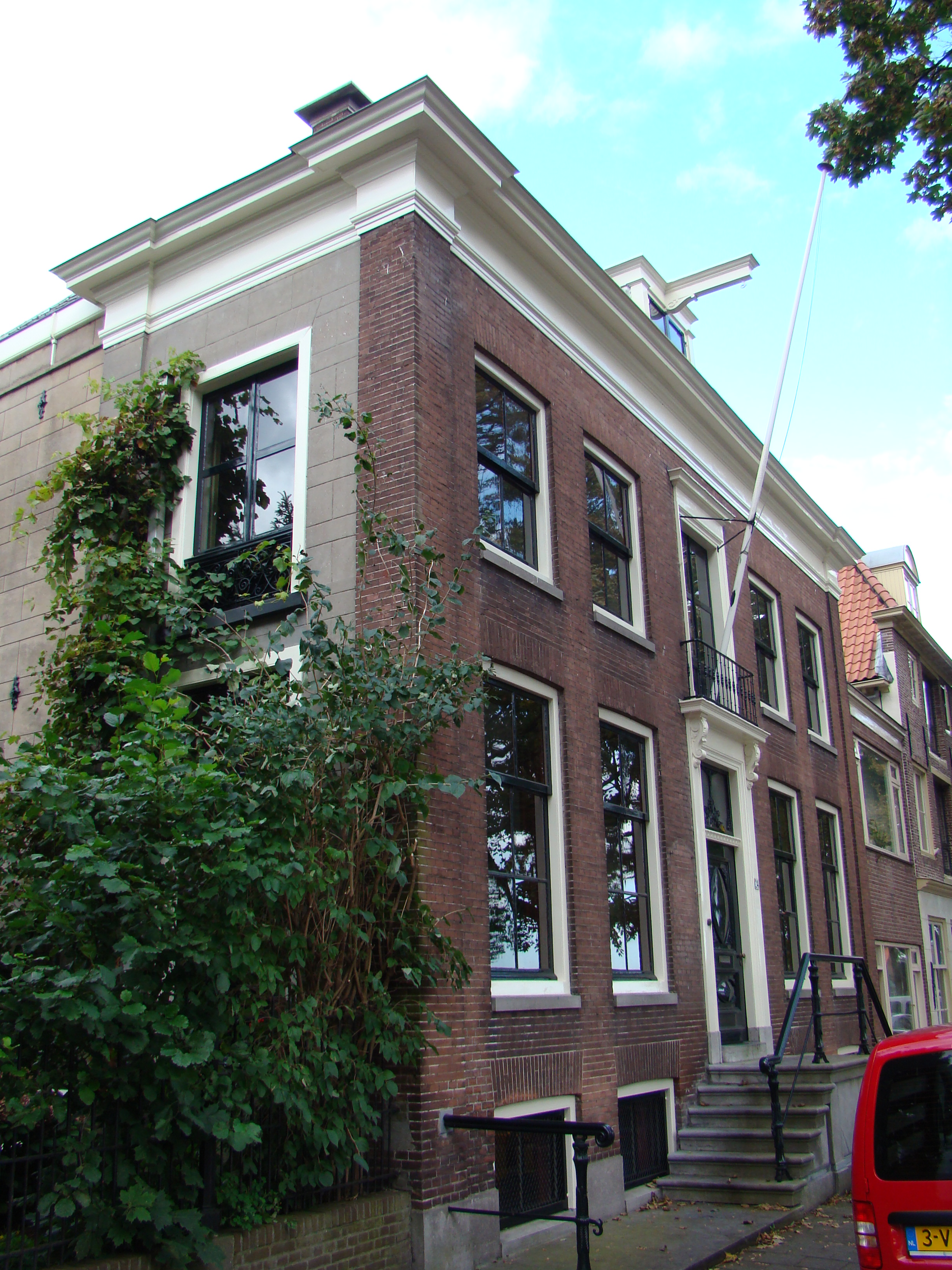
Voormalige raadhuis

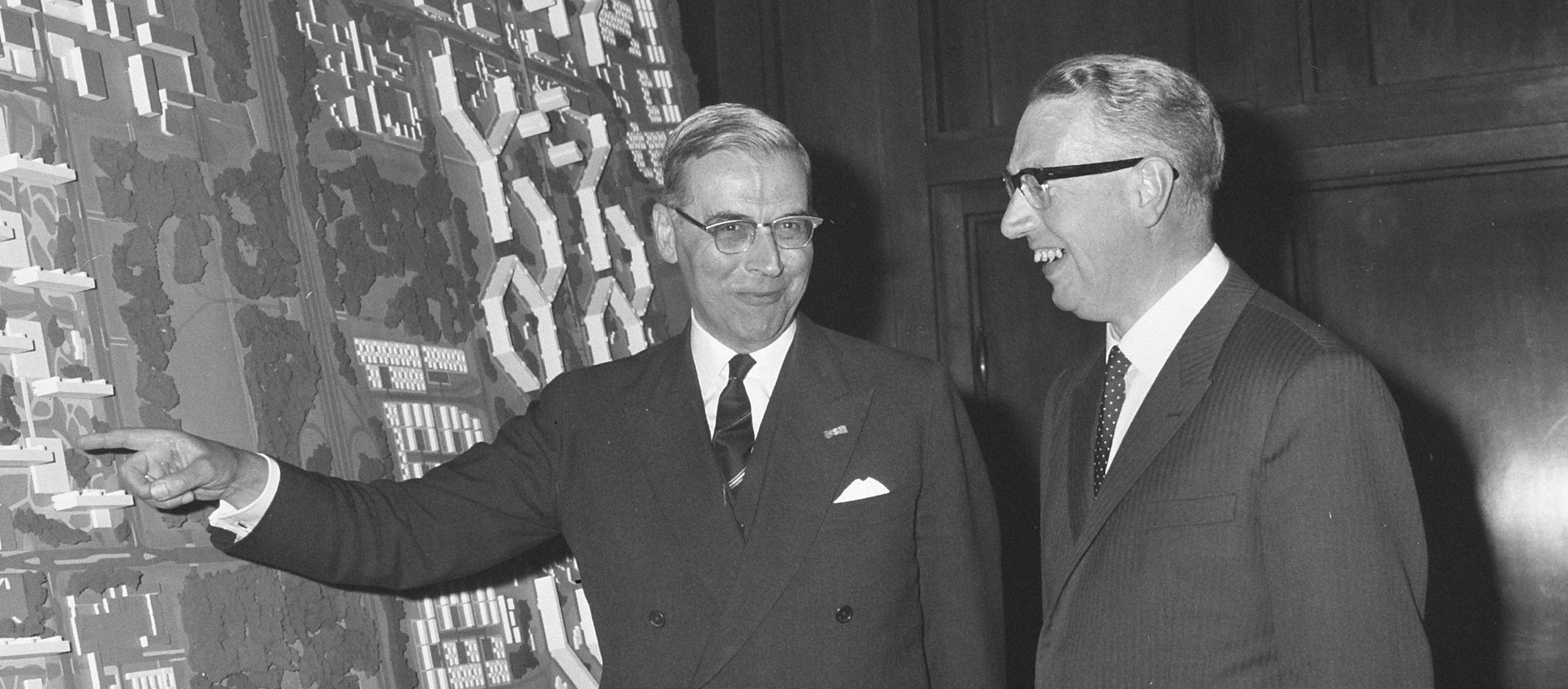
De Amsterdamse burgemeester G. van Hall met burgemeester D.D.W.J. Kastelein (rechts) bij maquette van de geplande Bijlmermeer woonwijk (1965).

Het gemeentehuis stond niet in de gemeente zelf maar in het naburige Weesp. Dirk Kastelein (1916-1993) was van 1956 tot de opheffing van de gemeente in 1966 de laatste burgemeester, samen met slechts één wethouder. Na het Kamerdebat over de Bijlmerkwestie in 1964, waarbij de opheffing van de gemeente aanstaande was, deden volgens een raadslid de burgemeester en de wethouder alles wat Amsterdam hun vroeg. Ze kochten in opdracht van Amsterdam boerderijen op en waren gemakkelijk te beïnvloeden omdat het eenvoudige mensen waren aldus het raadslid.
Na de opheffing van de gemeente werd Dirk Kastelein burgemeester van Zierikzee.
Als eerbetoon aan Kastelein - maar ook om verwarring met de Gaaspstraat in Amsterdam te voorkomen - werd de Gaaspstraat in Driemond bij de opheffing van de gemeente hernoemd in Burgemeester Kasteleinstraat.

## Opheffing
Met de opheffing per 1 augustus 1966 werd het grondgebied verdeeld over de gemeenten Weesp (1767 ha, 3159 personen), 's-Graveland (306 ha, 481 personen), Amsterdam (2084 ha, 2662 personen) en Naarden (155 ha, 0 personen).
Aanvankelijk ging het in 1966 door Amsterdam geannexeerde gedeelte voor 12 jaar naar die gemeente. Met deze voorwaardelijke opheffing hield men de mogelijkheid open om de Bijlmermeer met Diemen en Duivendrecht samen te voegen tot de gemeente Bijlmermeer. In 1978 ging het gebied dan toch definitief naar Amsterdam en het werd in 1987 een eigen stadsdeel samen met Driemond. Dit stadsdeel grenst niet aan de rest van Amsterdam, daar Duivendrecht en Diemen hiertussen liggen. In 1989 moest Amsterdam het zuidelijke deel (3,25 km²), waar op dat moment 208 personen woonden, afstaan aan de gemeente Abcoude.
Kadastraal wordt vaak nog steeds van Weesperkarspel gesproken.
Het gemeentearchief bevindt zich in het Stadsarchief Amsterdam.
Op 24 maart 2022 fuseerde de gemeente Weesp met de gemeente Amsterdam waarmee het overgrote gedeelte van de voormalige gemeente aan de gemeente Amsterdam toebehoort. Driemond ging weer terug naar Stadsgebied Weesp. 's-Graveland behoort nu toe aan de gemeente Wijdemeren, Naarden aan de gemeente Gooise Meren en Abcoude aan de gemeente De Ronde Venen.

## Trivia
- In het in de gemeente gelegen Fort Bijlmer werden tussen 1946 en 1952 twaalf door de Bijzondere rechtspleging ter dood veroordeelde oorlogsmisdadigers geëxecuteerd.